# Großengottern
Großengottern est une ancienne commune de Thuringe dans l'arrondissement d'Unstrut-Hainich, en Allemagne.

## Histoire
Großengottern est mentionnée pour la première fois dans un document officiel en 811.